# 구미호
구미호(九尾狐)는 동아시아 설화에 구전되는 황금빛 털에 9개의 꼬리를 가진 여우 괴수, 신수(神獸)이다.
동아시아 설화에서 여우는 요술을 부리는 요괴로 묘사되며 구미호는 장난스럽고, 보통 다른 사람들을 속이고, 자신을 아름다운 여성으로 위장하는 능력을 지닌 것으로 묘사된다. 한국의 구미호(kumiho)는 중국의 호리정(hulijing)과 일본의 기쓰네(kitsune)와 비슷한 점이 많다. 이야기의 종류는 다양하지만 보통 구미호는 변신 능력을 가진다. 남자를 유혹하기 위해 변신할 수 있는데, 단순한 장난 때문일 수도 있고 사람의 고기나 영혼을 탐해서 변신을 이용할 수도 있다. 구미호가 등장하는 설화는 여러 가지가 있는데, 그 중 몇 가지는 한국 구비문학 대계/韓國口碑文學에서 찾을 수 있다.

## 신화

### 한국의 구미호
구미호를 기록한 최초의 기록인 《산해경》에 따르면, 청추(淸秋)라는 나라에서 동쪽으로 약 480km 떨어진 곳에 아홉 개의 꼬리를 가진 여우가 살고 있었다고 한다. 청추(靑秋)라는 용어는 동쪽의 나라 또는 지역을 의미하며, 적어도 삼국시대부터 역사적으로 한국의 지역을 가리키는 데 사용되었다. 그러나, 당시 한반도의 다른 소수 국가들과 함께 존재했던 한국의 왕국이었던 고조선(기록상으로는 조선이라 불림)에서, 명칭이 같은 기록에서 별도로 소개되었다는 점도 주의해야 한다.
구미호를 다른 시각으로 보는 구미호 신화와 민속학은 비슷한 개념을 공유하고 있다. 모두 여우 혼령을 위대한 장수나 정력의 축적의 결과라고 설명하며, 천 년을 살아온 여우라고 하며, 보통 여성의 모습으로 나타나는 변신의 힘을 부여한다. 그러나, 중국의 여우 요괴 "훌리징"과 일본의 여우 요괴 "키츠네"는 종종 애매한 도덕적 나침반을 가진 것으로 묘사되는 반면, 구미호는 거의 항상 인간의 살을 먹고 즐기는 악의적인 요괴로 오해된다. 구미호를 순수한 악으로 보기 시작한 시기는 언제인지 알 수 없다. 많은 고대 문헌들이 인간을 돕는 자애로운 구미호를 언급하고 있기 때문이다. 사악한 인간들이 친절하지만 천진난만한 구미호를 속이는 것도 언급한다.
후대의 문학에서, 구미호는 밤에 무덤에서 인간의 심장을 파내면서, 피비린내 나는 반은 여우이며 반은 사람인 동물로 자주 묘사되었다. 동화 "여우 자매"는 한 가족의 간을 약탈하는 여우 혼령을 묘사하고 있다. 그러나 규원사화에 따르면, 구미호는 책을 입에 물고 상서로운 여우 혼령으로 묘사된다. 이 글이 1675년에 쓰여진 것으로 생각되는 것을 고려하면, 현대의 구미호의 폭력적인 이미지는 일제 강점기의 영향을 받은 것으로 추측된다. 그럼에도 불구하고, 고려시대에는 여우가 종종 부정적인 이미지를 가지고 있었다. (신돈은 승려임에도 불구하고 술과 여자를 좋아하여 늙은 여우 혼령으로 묘사되었다) 이를 통해, 두 가지 다른 관점이 고대 한국에 공존할 수 있었다는 것을 암시한다. 태평광지는 신라가 여우를 신성한 존재로 숭배했다고 주장한다.
구미호가 일본의 키츠네, 중국의 훌리징과 구분되는 가장 큰 특징은 "여우구슬"이 존재한다는 것인데, 이는 지식으로 이루어져 있다고 한다. 한국 신화에 따르면, 여우구슬은 사람들이 하나를 훔치고 삼키면 구미호와 지식(그리고 지성)이 강해지며, 구미호는 그것으로 인간의 에너지를 흡수할 수 있다고 한다. 여우구슬로 에너지를 흡수하는 방법은 딥 키스(즉, 혀를 이용한 키스)와 유사하다. 구미호는 여우구슬을 사람들의 입으로 넣은 뒤 혀로 다시 가져간다. 그러나 그 사람이 여우구슬을 삼키고 나서 "하늘, 땅, 사람"을 관찰하면 각각의 관찰은 관찰자에게 자연지식을 준다. 하지만 그 사람은 대부분의 이야기에서 "하늘"을 보는 데 실패해서 특별한 능력을 얻지만 가장 중요한 능력은 얻지 못한다.
대부분의 전설에서는 구미호는 외모를 바꿀 수 있었지만, 여전히 여우 같은 부분(즉, 여우 같은 얼굴, 귀의 집합, 또는 아홉 개의 꼬리)이 남는 경우도 있다. 겉모습은 변하지만, 본성은 변하지 않는 것도 그 중 하나다. 구미호의 변신할 때 구미호는 결혼식에서 신부의 똑같은 모습으로 변모하고 그녀의 옷이 벗겨졌을 때에만 발견된다. 박문수와 구미호는 박문수가 숲에서 혼자 사는 소녀와 마주친 모습을 여우처럼 묘사하고 있다. 『한시를 통해 구미호를 발견한 처녀』에서는 사냥개가 여우의 냄새를 잡고 덤벼들 때 구미호의 모습이 궁극적으로 드러난다. 비록 그들은 형태를 바꿀 수 있는 능력을 가지고 있지만, 구미호의 진짜 정체는 구미호 자신에 의해 열심히 보호된다고 한다. 구미호가 천일 동안 인간을 죽이거나 먹지 않으면 인간이 될 수 있는 설화도 있다.
서양 전설에 나오는 체인지링, 늑대인간, 뱀파이어처럼, 신화에는 항상 각 이야기가 전설과 함께 취하는 자유에 따라 다양한 변화가 있다. 그러나 이 신화의 한 버전은 충분한 의지로 구미호가 요고 상태에서 더 상승하여 영구적으로 인간이 되고 사악한 성격을 잃을 수 있다고 주장한다. 이것이 어떻게 이루어질 수 있는지에 대한 설명은 다양하지만, 때로는 천일 동안 고기를 죽이거나 맛보는 것을 자제하거나, 여우구슬이 최소한 수련 기간 동안 매달 보름달을 보는지 확인하는 등의 측면을 포함한다. 여의주를 휘젓는 용과 달리, 구미호는 그들이 더 작은 생명체였기 때문에 전지전능하거나 마음대로 창조할 수 있다고 생각되지 않았다.

### 중국의 구미호
구미호에 대한 최초의 기록은 중국의 신화집 《산해경》에서 볼 수 있는데, 이 책에는 “다시 동쪽으로 300리를 가면 청구(靑丘)이라는 곳인데, 그 남쪽에는 옥이, 북쪽에는 청확(青雘)이 많이 난다. 이곳의 어떤 짐승은 "생김새가 여우 같은데, 아홉 개의 꼬리가 있으며 그 소리는 마치 어린애 같고 사람을 잘 잡아먹는다. 이것을 먹으면 요사스러운 기운에 빠지지 않는다.”라고 기록되어 있다.
중국 민속, 문학, 신화에 등장하는 구미호는 이야기에 따라 좋거나 나쁜 징조가 될 수 있다. 서진(西晋) 시대의 박물지인 《현중기(玄中記)》에는 "여우는 100살이 되면 아리따운 여인이 될 수 있고, 사내가 되어 여인과 교접 하기도 한다. 1000년을 산 여우는 하늘과 통하여 천호가 된다. 그 재주는 신통한 무당과도 같아, 천리 밖의 일을 내다 볼 수 있다."라는 기록이 있다. 천계에서 옥황상제의 궁정에 거주하며 그를 보좌한다. 그 중 호조사라고 하는 구미호는 오랜 수양을 거쳐 여우로서는 최초로 신이 되기도 했다. 한 왕조 동안에는 종간 변신에 대한 아이디어가 발전하였다. 구미호는 대개 여성으로 묘사되며, 인간으로 둔갑할 때도 여성인 경우가 많다.
그러나 그러한 구미호도 두려워하는 것이 있는데, 그것은 사냥꾼과 사냥개, 늑대라고 한다. 그것은 오랜 세월 동안 쌓여온 천적에 대한 공포가 아직도 남아있기 때문이라고 한다. 구미호는 개한테 물려죽기도 하며 늑대한테 잡아먹히기도 한다.
중국의 구미호는 표독하고 간사한 여성상을 상징하며, 상당히 부정적인 이미지로 그려지고 있다. 명나라 때의 소설 《봉신연의》를 보면, 기원전 11세기 무렵 고대 중국 은나라의 마지막 왕인 주(紂)를 홀리고 천하를 어지럽히기 위해 아름다운 인간 여자로 변신한 달기(妲己)라는 구미호가 주왕을 홀려 무고한 사람들을 죽이고 나랏일을 농단하는 등 사악한 짓을 일삼게 하다가 주나라 무왕(武王)의 손에 의해 죽임을 당하는 것으로 나온다. 달기가 그러한 짓을 한 이유는 여와의 밀명에 따른 것이었는데, 그 밀명을 완수하면 요괴에서 신선으로 만들어주겠다는 여와의 약속 때문이었다고 한다.

### 일본의 구미호

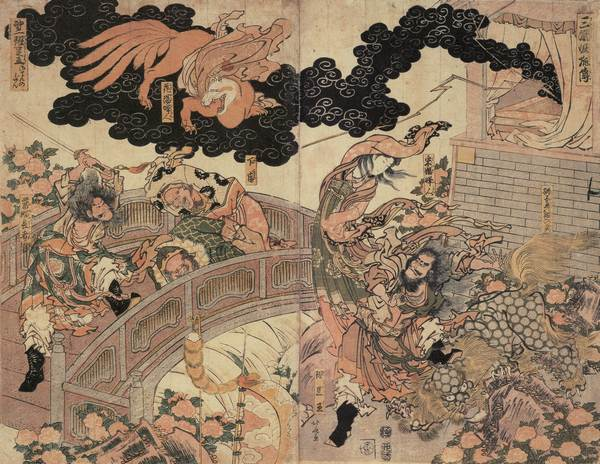
일본의 백면금모구미호.

일본의 구미호도 중국과 비슷한 이미지를 갖고 있다. 에도 시대의 동화책인 《회본삼국요부전(繪本三國妖婦傳)》을 보면 달기의 요사한 술법으로 목이 잘리지 않을때, 무왕의 측근참모였던 강여상(姜如尙)이 조마경(照魔鏡)이라는 거울을 꺼내 달기에게 보이자 구미호의 정체를 드러내어 도망치려고 했고, 여상이 보검을 빼어 던지자 구미호의 몸은 셋으로 나뉘어 흩어졌다. 그 가운데 하나는 주나라의 마지막 왕인 유왕을 유혹하여 다시 나라를 멸망의 길로 이끌었으며, 하나는 천축으로 가서 마가다 왕국의 왕자인 반족태자(班足太子, 산스크리트어: कल्माषपाद 칼마샤파다)의 아내 화양부인(華陽夫人)으로 둔갑해, "하늘의 재앙으로 나라에 닥친 기근을 풀려면 매일 열 명씩 죽여서 천 명의 목을 제물로 바쳐야 한다"며 왕자에게 1천 명의 목을 치도록 부추기는 등 포학한 짓을 저질렀고, 결국 반란이 일어나 왕자는 살해되고 구미호는 도주하였다. 마지막 하나가 일본으로 건너가 도바 상황(鳥羽上皇)을 유혹하다가 아베노 야스나리라는 음양사에 의해 정체가 간파되고 쫓기다 살해된 뒤, 살생석(殺生石)이라는 바위로 변했다고 한다.

### 베트남의 구미호
베트남의 건국 신화에도 구미호가 등장한다.

## 구미호가 등장하는 작품들
| 연도      | 작품들               | 캐릭터들                                 | 장르          |
| --------- | -------------------- | ---------------------------------------- | ------------- |
| 2009      | SCP 재단             | SCP-953, SCP-1953-ko                     | 인터넷 소설,  |
| 2010      | 내 여자친구는 구미호 | 신민아, 이승기                           | TV 드라마     |
| 2010      | 구미호: 여우누이뎐   | 김유정, 한다감, 서신애                   | TV 드라마     |
| 2013~     | 쿠키런               | 구미호맛 쿠키                            | 비디오 게임   |
| 2018~2019 | 신비아파트           | 희원                                     | 애니메이션    |
| 2019~     | 여우자매             | 류월, 류화,류석주,온화                   | 웹툰          |
| 2020~     | 호랑이 들어와요      | 설화                                     | 웹툰          |
|           | 리그 오브 레전드     | 아리(Ahri)                               | 비디오 게임   |
| 2020      | 구미호뎐             |                                          | TV 드라마     |
| 2021      | 구미호 레시피        | 여희(하윤주), 승환(주종혁), 선영(김나니) | 뮤지컬 드라마 |
|           | 간 떨어지는 동거     |                                          | TV 드라마     |
| 2022      | 여우애담             |                                          | 웹툰          |

- KBS 드라마 《전설의 고향》에서는 매 기수마다 구미호를 소재로 한 에피소드를 한 편 이상 방영하였다.

## 같이 보기
- 폭스 스피릿(Fox spirit) - 동아시아 신화에 등장하는 여우 혼령, 이 존재에 대한 일반적인 개요
  - 호리정(Huli jing) – 여우 혼령
  - 기쓰네(Kitsune) – 일본의 여우 혼령
  - 다마모노마에(Tamamo-no-Mae) - 일본 민속의 유명한 구미호.
  - 호리띤(Hồ ly tinh) - 베트남의 여우 혼령
- 한국의 여우
- 웅녀(Ungnyeo), 한국 신화에 나오는 곰 여자

## 참고 문헌
- Huntington, Rania (2003). 《Alien kind: Foxes and late imperial Chinese narrative》. Cambridge: Harvard University Press. ISBN 9780674010949.
- Kang, Xiaofei (2006). 《The cult of the fox: Power, gender, and popular religion in late imperial and modern China》. New York: Columbia University Press. ISBN 9780231133388.
- Strassberg, Richard E. (2002). 《A Chinese Bestiary: Strange Creatures from the Guideways Through Mountains and Seas》. Berkeley: University of California press. ISBN 0-520-21844-2.